# Thorbjørn Lekve

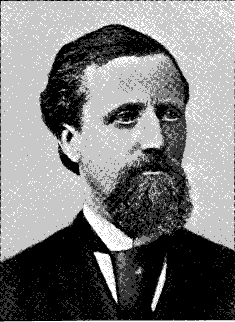
Thorbjørn Lekve.

Thorbjørn Lekve, född 20 november 1845 i Ulvik, död 20 december 1897, var en norsk ingenjör. Han var bror till Endre Lekve.
Efter studier vid högskolorna i Helsingfors 1863–66 och Zürich 1866–69 samt praktik vid järnvägsanläggningar i Österrike samt vid Østfoldbanen blev Lekve 1877 överlärare i byggnadsfacket vid Kristiania tekniske skole, där han utförde ett fruktbringande reformarbete, sedan 1880 som medlem av den tekniska undervisningskommitté, vilken bland annat planlade den senare tekniska högskolan (i Trondheim). År 1891 blev han chef för arbetsdepartementets tekniska revision, där hans medverkan fick grundläggande betydelse.
Lekve var bland de förste, som tog till orda för en järnväg mellan Kristiania och Bergen, samt deltog personligen i de förberedande arbetena. Sedan det 1894 beslutats, att banan skulle byggas, blev han dess förste överingenjör och ledde dess planläggning och byggande. Norska Ingeniør- og arkitektforeningen reste 1908 till hans minne en bautasten vid högfjällsstationen Finse.